# Tullio Baraglia
Tullio Baraglia (født 21. juli 1934, død 23. november 2017) var en italiensk roer og dobbelt olympisk medaljevinder.
Baraglia var første gang med ved OL i 1960 i Rom, hvor han stillede op i firer uden styrmand sammen med Renato Bosatta, Giancarlo Crosta og Giuseppe Galante. De blev nummer to i indledende heat efter Sovjetunionen, men vandt sikkert deres opsamlingsheat og var dermed i finalen. Her var USA hurtigst og vandt guld, mens Italien kom ind på andenpladsen foran Sovjetunionen, der vandt bronze.
Baraglia vandt derpå EM-guld i firer uden styrmand med samme besætning som ved OL året forindenved EM 1961 i Prag. Efter en fjerdeplads ved VM i 1962 indstillede han sin karriere. Han vendte dog tilbage i 1967 i håbet om at sikre sig endnu en OL-medalje året efter.
Han kvalificerede sig til OL 1968 i Mexico City med fireren uden styrmand, hvor den øvrige besætning bestod af Renato Bosatta, Pier Angelo Conti Manzini og Abramo Albini. De blev nummer to i det indledende heat og vandt derpå opsamlingsheatet. I finalen var Østtyskland hurtigst og sikrede sig guld foran Ungarn, mens italienerne blev nummer tre.

## OL-medaljer
- 1960:  Sølv i firer uden styrmand
- 1968:  Bronze i firer uden styrmand